# آبچلیک سوت‌زن دم‌خاکستری
آبچلیک سوت‌زن دم‌خاکستری گونه‌ای است آبچر که در تیره آبچلیکان قرار دارد. تاسمانی، جنوب و غرب استرالیا زادگاه این پرنده است.